# Incursiones castellanas en Wight
Las incursiones castellanas en Wight fueron una serie de ataques llevados a cabo por el ejército castellano durante las Invasiones Castellanas de Inglaterra que tuvo lugar durante el reinado de Enrique II de Castilla contra el Reino de Inglaterra. En total, fueron dos ataques los efectuados por la Corona de Castilla contra la isla de Wight, ambos acabaron con el saqueo y destrucción de la isla, y las poblaciones civiles quedaron arrasadas por el ataque. El Reino de Francia apoyó a Castilla en esta campaña puesto que ambos reinos contenían el estado de guerra con Inglaterra por la guerra de los cien años.

## Antecedentes
Con el Tratado de Toledo ya firmado, Enrique II se comprometió a ayudar a Carlos V durante su guerra contra Inglaterra. El 22 de junio de 1372, en La Rochelle estalló una batalla naval que enfrentó a la armada de Ambrosio Bocanegra contra la armada inglesa de John Hastings. 36 navíos y 14 buques con 500 caballeros y 8000 soldados componían la flota inglesa con la que el III conde de Pembroke trató de asediar la plaza de La Rochelle, mientras que la flota defensiva castellana contaba con 20 barcos (galeras y algunas naos).
Después del duro enfrentamiento, el comandante castellano fingió una retirada, esperó a la madrugada del día siguiente para atacar a la flota inglesa, la cual no podía movilizarse con facilidad debido a la baja marea. En la madrugada del 23 de junio, durante la bajamar, la flota castellana apareció en las cercanías de la Rochelle de nuevo, pero las naves inglesas se quedaron varadas, y antes de que subiera la marea, los castellanos comenzaron a lanzar proyectiles incendiarios contra ellos.Las embarcaciones inglesas comenzaron a arder. Uno tras otro, los barcos eran enviados al fondo, incluido el que llevaba la paga de 3000 mercenarios durante un año. Algunas naves pudieron escapar del fuego, pero rodeadas por todos lados, fueron capturadas. Bocanegra triunfó con su plan e Inglaterra perdió control sobre el Canal de la Mancha. El conde de Pembroke quedó como prisionero de guerra junto a 400 caballeros y 2000 soldados ingleses.

## Las incursiones
Tras la batalla de La Rochelle, la flota inglesa quedó destrozada, y por tanto, el control sobre el Canal de la Mancha pasó a manos castellanas. Enrique II, aprovechando esta superioridad naval frente a Inglaterra, decidió emprender una invasión naval a las costas de Gran Bretaña para atacar, incendiar y saquear las poblaciones costeras, y así fue. En 1374, Ambrosio Bocanegra muere y Fernando Sánchez de Tovar le sucede el puesto de Almirante de Castilla.

### Primera incursión
En 1374, el recién ascendido almirante de Castilla Fernando Sánchez de Tovar recibió la orden de zarpar hacia Inglaterra junto a 20 galeras, a las que luego se unió una flota francesa bajo el mando del almirante francés Jean de Vienne. Esta doble armada emprendió una incursión contra la Isla de Wight, situada en el sur de la ciudad de Southampton. La invasión fue un éxito, los soldados franco-castellanos lograron saquear por completo la isla y demás poblaciones del sur de Inglaterra.

### Segunda incursión
Tras la primera incursión, las costas de Inglaterra volvieron a quedar arrasadas, pero no fue hasta la tercera invasión castellana cuando la isla de Wight volvió a protagonizar un encuentro entre castellanos e ingleses. La segunda incursión a Wight llega en agosto de 1377, donde la isla volvió a quedar arrasada. Después del ataque, la flota combinada hispano-francesa continuó con la campaña por Gran Bretaña.